# Синтелек
Синтелек (рум. Sântelec) — село у повіті Біхор в Румунії. Входить до складу комуни Хідішелу-де-Сус.
Село розташоване на відстані 420 км на північний захід від Бухареста, 16 км на південний схід від Ораді, 118 км на захід від Клуж-Напоки, 147 км на північний схід від Тімішоари.

## Населення
За даними перепису населення 2002 року у селі проживали 353 особи.
Національний склад населення села:
| Національність | Кількість осіб | Відсоток |
| -------------- | -------------- | -------- |
| румуни         | 267            | 75,6%    |
| цигани         | 77             | 21,8%    |
| угорці         | 9              | 2,5%     |

Рідною мовою назвали:
| Мова      | Кількість осіб | Відсоток |
| --------- | -------------- | -------- |
| румунська | 274            | 77,6%    |
| циганська | 70             | 19,8%    |
| угорська  | 9              | 2,5%     |